# Til vi falder
|  | Denne artikel er oprettet af botten Steenthbot ud fra en ekstern database. Den kan derfor have sproglige fejl eller mangler. Denne skabelon kan fjernes efter kontrol af indholdet. |

Til vi falder er en dansk spillefilm fra 2018 instrueret af Samanou Acheche Sahlstrøm.

## Handling
'Til vi falder' er en film om, hvordan et par reagerer på et traume. Adam og Louise vender tilbage til Tenerife, hvor de 5 år forinden har mistet deres 10-årige dreng i en formodet drukneulykke. Da liget aldrig er blevet fundet, kæmper de begge – på hver deres måde - med at acceptere deres tab. I takt med at nye informationer om Lucas dukker op til overfladen, bevæger parret sig tættere og tættere på afgrunden'

## Medvirkende
- Dar Salim
- Lisa Carlehed
- Francesc Garrido
- Martin Greis-Rosenthal